# لويز كارلوس بريستيس
كان لويز كارلوس بريستيس (3 يناير 1898-7 مارس 1990) ثوريًا وسياسيًا برازيليًا شغل منصب الأمين العام للحزب الشيوعي البرازيلي من عام 1943 إلى عام 1980 وعضوًا في مجلس الشيوخ عن المقاطعة الفيدرالية من عام 1946 إلى عام 1948. وهو أحد الشيوعيين البارزين في البرازيل، اعتبر الكثيرون بريستيس واحدًا من أكثر الشخصيات المؤثرة المأساوية في البرازيل لقيادته لثورة تينينتي عام 1924 وعمله اللاحق مع الحركة الشيوعية البرازيلية. اكتسب بريستيس بعد ثورة 1924 لقب فارس الأمل.
ابتداء من عام 1924، بصفته ضابط شاب في الجيش، كان بريستيس شخصية بارزة في ثورة عسكرية فاشلة. بعد فشلها، قاد مجموعة من القوات المتمردة، المعروفة باسم رتل بريستيس، قاد رحلة مدتها ثلاث سنوات وقطع خلالها 14000 ميل عبر المناطق الداخلية البرازيلية النائية في محاولة عقيمة لتحريض الفلاحين ضد الحكومة. في نهاية المطاف، ذهب المتمردون إلى المنفى في بوليفيا. على الرغم من فشل ثورته، أصبح بطلًا رومانسيًا.